# 五嶋祐治朗
五嶋 祐治朗（ごとう ゆうじろう、1957年 - ）は、日本の実業家。日本触媒社長。山口県出身。

## 人物
1980年熊本大学工学部を卒業後、日本触媒化学工業（現日本触媒）入社。2012年4月川崎製造所長、6月執行役員川崎製造所長、2015年取締役常務執行役員等を経て、2017年から代表取締役社長。